# 守口市立藤田小学校
守口市立藤田小学校（もりぐちしりつ とうだしょうがっこう）は、大阪府守口市にある公立小学校。

## 沿革
1971年4月1日に守口市立梶小学校から分離する形で開校するも校舎が完成する10月まで同じ敷地内にあった。
- 1971年4月1日 - 守口市立藤田小学校として開校
- 1971年9月10日 - 校章制定
- 1971年11月6日 - 梶小学校と分離式
- 1972年3月8日 - 藤田小学校校歌制定発表会
- 1973年3月31日 - 第2期工事による校舎増築完成
- 1975年7月25日 - プール完成(第3期工事)
- 1977年4月4日 - 第4期工事による校舎増築完成
- 1977年12月25日 - 第5期工事による校舎増築完成
- 1979年3月31日 - 第6期工事により現校舎完成

## 通学区域
- 守口市 大久保町1丁目、大久保3丁目、梶町3丁目（20～37番）、梶町4丁目（市道梶9号線以東の区域）、藤田1丁目。

卒業生は守口市立梶中学校に進学する。

## 交通
- 地下鉄谷町線・大阪モノレール 大日駅 東南方向へ徒歩25～30分。
- 京阪本線 古川橋駅 北へ徒歩20分
- 京阪バス 藤田バス停から徒歩2分